# 現代文芸論研究室
現代文芸論研究室（げんだいぶんげいろんけんきゅうしつ、英称：Contemporary Literary Studies）は、翻訳論・批評理論・世界文学・越境文学といった従来の文学研究ではあまり取り扱われなかった領域を現代的な観点から研究・教育を行う大学の研究施設。

## 現代文芸論研究室を持つ日本の大学
- 東京大学 - 2007年、西洋近代語近代文学研究室を改組して設置された。西洋諸地域の文学や欧米の言語文化をバックグラウンドとした近現代日本文学の研究・教育も行なっている。2022年現在の専任教員は、柳原孝敦（スペイン語圏文学）、阿部賢一（チェコ文学・中東欧文学）、藤井光（英語圏文学）。協力教員は阿部公彦（英文学・現代日本文学）。過去の専任教員は、野谷文昭（ラテンアメリカ文学）、柴田元幸（アメリカ文学）、沼野充義（ロシア文学・東欧文学）。過去の協力教員には、大橋洋一（批評理論）、安藤宏（近代日本文学）がいる。

## 現代文芸論研究室を持つ世界の大学
- ランカスター大学